# Риттер, Карл (дипломат)
Карл Ри́ттер (нем. Karl Ritter; 5 июня 1883, Дёрфлас, Верхняя Франкония — 31 июля 1968, Мурнау, Верхняя Бавария, ФРГ) — дипломат, руководящий сотрудник Имперского министерства иностранных дел Германии.
На службе в министерстве иностранных дел Германии Карл Риттер состоял ещё до прихода нацистов к власти, с 1924 года — министериальдиректор, руководитель реферата по экономическим вопросам и репарациям. В 1936 году был назначен начальником торгово-политического отдела МИДа. С 14 декабря 1937 по 10 октября 1939 — чрезвычайный и полномочный посол Великогерманского рейха в Рио-де-Жанейро (Бразилия). По результатам своей деятельности был объявлен персоной нон грата. Входил в состав международной комиссии при переговорах Мюнхенского соглашения.
В октябре 1939 года был отозван в Берлин и назначен послом по особым поручениям при имперском министре иностранных дел Иоахиме фон Риббентропе. В 1940—1945 годах являлся офицером связи МИДа при Верховном командовании вермахта.
После окончания Второй мировой войны в качестве подсудимого был привлечён к суду Американского военного трибунала по делу «Вильгельмштрассе». 11 апреля 1949 года был приговорён к 4 годам тюремного заключения. Освобождён досрочно.